# Nikolai Tíkhonov
Nikolai Aleksandròvitx Tíkhonov (rus: Николай Александрович Тихонов; Khàrkiv, 14 de maig de 1905 – Moscou, 1 de juny de 1997) va ser un polític soviètic d'origen ucraïnès durant la Guerra Freda. Serví com a President del Consell de Ministres de l'URSS entre 1980 i 1985. Tíkhonov va ser responsable de l'administració econòmica i cultural soviètica durant l'era de l'estancament brejnevià. Va ser rellevat com a President del Consell de Ministres el 1985 per Nikolai Rijkov, perdent aquell mateix any el seu escó al Politburó, però mantenint-lo al Comitè Central fins al 1989. Com a President del Consell de Ministres refrenà la presa de mesures efectives de reforma de l'economia soviètica, necessitat que es va fer evident a inicis i mitjans de la dècada de 1980. Es retirà de la política activa el 1989, restant com a pensionista. Va ser un dels caps de govern més ancians de la recent història europea (ocupà el càrrec de President del Consell de Ministres amb 75 anys i l'abandonà amb 80), només superat pel Canceller alemany Konrad Adenauer, qui abandonà el càrrec de canceller amb 87 anys.

## Biografia
Tíkhonov va néixer a la ciutat ucraïnesa de Khàrkhiv, en el si d'una família treballadora. Es graduà a l'Insitut Dnepropetrovsk de Comunicacions el 1924; treballant com a enginyer adjuny entre 1914 i 1926. Quatre anys després, el 1930, Tíkhonov es graduà com a enginyer a l'Institut Metal·lúrgic Dnipropetrovsk. Entre 1930 i 1941 treballà com a enginyer a la Planta Metal·lúrgica Lenin de Dnipropetrovsk. El gener de 1941 va ser nomenat com Enginyer en Cap de la planta.
Va ser durant aquesta estada a Dnepropetrovsk on va conèixer a Leonid Bréjnev, el futur líder soviètic. Tíkhonov s'afilià al PCUS el 1940 i cap a finals de la dècada tenia un treball segur com a director de planta. Com a director, Tíkhonov va poder mostrar les seves habilitats per a l'organització: sota la seva direcció la planta va ser la primera de la regió que va reobrir un hospital, organitzà menjadors i restaurà les associacions socials per als treballadors que havien participat en la Gran Guerra Patriòtica. Tíkhonov va ser promogut ràpidament, començant a treballar per al Ministeri d'Afers del Ferro a la dècada de 1950. Entre 1955 i 1960 Tíkhonov esdevingué viceministre, així com membre (després assoliria la Presidència) del Comitè Científic del Consell de Ministres i, finalment, Vicepresident del Comitè Estatal de Planificació. Durant el XXII Congrés del Partit, Tíkhonov va ser elegit per formar part del Comitè Central del Partit com a membre sense vot; i en el XXIII Congrés, celebrat el 1966, Tíkhonov va ser elegit membre de ple dret del Comitè Central. El 1975 va rebre el títol d'Heroi del Treball Socialista per primera vegada.
Quan el Premier, Aleksei Kosiguin va estar de baixa el 1976, Bréjnev s'aprofità de la malaltia per nomenar a Tíkhonov com a Primer Adjunt del Premier. Com a Primer Adjunt, Tíkhonov va poder reduir a Kosiguin a una mera figura decorativa. No obstant això, Tíkhonov va ser un dels pocs que va estar bé tant amb Bréjnev com amb Kosiguin, i tots dos lloaven el seu candor i honestedat. El 1978, Tíkhonov va ser elegit membre candidat al Politburó, i va ser escollit membre ple el 1979. Tíkhonov no va ser informat de la decisió soviètica d'intervenir a l'Afganistan, i el motiu va ser la seva mala relació amb el Mariscal Dmitri Ustínov, llavors Ministre de Defensa.

## Premier (1980-85)

### Nomenament i el XXVI Congrés
Quan Aleksei Kosiguin dimití el 1980, Tíkhonov, amb 75 anys, va ser elegit com a nou President del Consell de Ministres de l'URSS. Durant els 5 anys com a Premier, Tíkhonov refrenà les reformes de l'economia soviètica, malgrat que totes les estadístiques mostraven que l'economia estava estancada. Tíkhonov presentà l'Onzè Pla Quinquennal (1981-85) durant el XXVI Congrés, dient als delegats que l'Estat lliuraria 9 milions de rubles per a les mares que fossin abandonades. En la seva presentació al Congrés, Tíkhonov va admetre que l'agricultura soviètica no estava produint prou gra. Tíkhonov suggerí una millora en les relacions sovietico-estatunidenques, però negà qualsevol especulació sobre que l'economia soviètica estigués en crisi. Malgrat això, Tíkhonov va admetre mancances econòmiques i reconegué el "problema del menjar"; altres tòpics per a la discussió van ser la necessitat d'estalviar recursos energètics, millorar la productivitat i millorat la qualitat dels productes soviètics. A inicis del seu mandat, el gener de 1981, Tíkhonov admeté que la política demogràfica era una de les àrees més febles del seu govern. En realitat, igual que d'altres, estava preocupat perquè no naixien prou nens. L'era de l'estancament reduí la taxa de natalitat i incrementà la de mortalitat de la població russa.

### Andropov i Txernenko
Bréjnev concedí de nou a Tíkhonov el títol d'Heroi del Treball Socialista, després que Txernenko l'aconsellés de fer-ho. Després de la mort de Bréjnev el 1982, Tíkhonov donà el seu suport a la candidatura de Txernenko per a la Secretaria General; però Txernenko perdé la votació davant de Iuri Andrópov. S'ha suggerit que Andrópov pensava a substituir a Tíkhonov per Heidar Aliiev. L'historiador William A. Clark nota com Aliiev, antic cap del KGB a l'Azerbaidjan, va ser nomenat per al càrrec de Primer Adjunt del Consell de Ministres sense l'aprovació de Tíkhonov; però la mort d'Andrópov el 1984 va fer que Tíkhonov pogués continuar al seu càrrec. Alguns analistes occidentals han especulat que el nomenament d'Andrei Gromiko per al càrrec de Primer Adjunt, de nou sense el consentiment de Tíkhonov, va ser un senyal que la seva posició a la jerarquia soviètica s'estava afeblint. Tíkhonov estava realitzant una visita d'estat a Iugoslàvia, quan Gromiko va rebre el nomenament.
Amb la seva salut fallant, Andrópov usà el temps en escriure discursos per al Comitè Central. En un d'aquests discursos Andrópov digué al Comitè Central que Mikhaïl Gorbatxov i no Konstantín Txernenko seria el seu successor quan ell morís. El seu discurs no va ser llegit al plenari del Comitè Central a causa d'una troika anti-Gorbatxov formada per Txernenko, Dmitri Ustínov i Tíkhonov. Durant els darrers dies d'Andrópov, Tíkhonov presidí les sessions del Politburó, encapçalant la delegació soviètica a la conferència del COMECON celebrada a Berlín Oriental el 1984, dirigí trobades bilaterals amb els estats del Bloc Oriental, i exercí d'amfitrió del Primer Ministre de Finlàndia en la seva visita a la Unió Soviètica. Així doncs, entre la mort d'Andrópov i l'ascens de Txernenko, Tíkhonov va ser la figura dirigent dominant a la Unió Soviètica; però malgrat això, Tíkhonov es va apartar i donà el seu suport a la candidatura de Txernenko per la Secretaria General. Quan Txernenko va morir el 1985, Tíkhonov intentà, però fracassà en trobar un competidor a la candidatura de Gorbatxov per a la Secretaria General.

### Gorbatxov i la dimissió
Quan Gorbatxov ascendí al poder, Tíkhonov va ser elegit President de la nova Comissió de Millores del Sistema de Direcció; encara que el títol era principalment honorífic i el seu cap de facto era el seu vicepresident, Nikolai Rijkov. El 23 de maig de 1985, Tíkhonov presentà el seu pla de desenvolupament per 1985-1990, amb extensió fins al 2000, sent criticat pels que també hi havia treballat; i Gorbatxov afirmà als seus col·legues que Tíkhonov està mal preparat per a la Presidència. La previsió de Tíkhonov era que el creixement estimat soviètic fos d'entre el 20 i el 22%, que el creixement industrial seria d'entre el 21 i el 34% i que es doblaria la producció agrícola el 2000. Com a part del pla de Gorbatxov en retirar i substituir la majoria dels membres conservadors del Politburó, Tíkhonov va veure's obligat a retirar-se. Rijkov succeí a Tíkhonov el 27 de setembre de 1985, i la seva dimissió va fer-se oficial al plenari del Comitè Central al setembre de 1985. Cal notar que, en el moment de la seva dimissió, Tíkhonov era el membre més antic dels líders soviètics. Tíkhonov va seguir actiu a la política soviètica fins al 1989, quan perdé el seu escó al Comitè Central, encara que molt menys actiu.

## Darrers anys i mort
Després de la seva retirada forçosa de la política activa el 1989, Tíkhonov va escriure una carta a Mikhaïl Gorbatxov on afirmava que lamentava el suport a la seva elecció a la Secretaria General. Aquesta opinió va enfortir-se quan el Partit Comunista va ser prohibit a la Unió Soviètica.
Després del seu retir, Tíkhonov va passar la resta de la seva vida en reclusió a la seva datxa. Com afirmà un dels seus amics, vivia com un ermità i no se'l tornà a veure en públic, i els seus darrers anys van ser molt difícils perquè no tenia fills i la seva esposa ja havia mort. Abans de la dissolució de la Unió Soviètica, Tíkhonov treballà com a Conseller Estatal del Soviet Suprem. Tíkhonov va morir l'1 de juny de 1997, sent enterrat al cementiri de Novodévitxi de Moscou.
D'acord amb la revista Time, Tíkhonov va ser un provat home de sí, que tenia molt poca experiència en política exterior i de defensa quan succeí a Aleksei Kosiguin com a Premier soviètic. A la ciutat de Khàrkiv hi ha un bust dedicat a Tíkhonov. Quan se'l compara a d'altres premiers soviètics, va causar molt poc impacte en la cultura post-soviètica i el seu llegat pràcticament ha quedat pràcticament oblidat.

## Condecoracions
- Heroi del Treball Socialista (2)
- Orde de Lenin (9)
- Orde de la Revolució d'Octubre
- Orde de la Bandera Roja del Treball (2)
- Orde de l'Estrella Roja
- Premi Stalin de 1r grau (1943)
- Premi Stalin de 3r grau (1951)
- Doctor en Ciències Tècniques (1961)